# Dominique Bond-Flasza
Dominique Bond-Flasza, née le 11 septembre 1996 à New York, est une footballeuse internationale jamaïcaine évoluant au poste d'arrière droit.

## Biographie

### Parcours en équipe nationale
En octobre 2018, elle inscrit un penalty face au Panama, qui qualifie la Jamaïque pour la Coupe du monde 2019.
En 2019, elle figure parmi la liste des 23 joueuses retenues afin de participer à la Coupe du monde 2019 organisée en France.